# Саламандра зелена
Саламандра зелена (Aneides aeneus) — вид земноводних з роду в'юнка саламандра родини безлегеневі саламандри.

## Опис
Загальна довжина становить 14 см. Голова сильно сплощена. Очі великі, витрішкуваті. Тулуб стрункий з 14—15 реберними борозенками. Кінцівки кремезні. Хвіст довгий. Забарвлення спини коричневе або чорне із численними зеленими плямами. Черево блакитного або жовтого кольору.

## Спосіб життя
Віддає перевагу кам'янисті місцевості. Часто трапляється на чагарниках й деревах. Зустрічається на висоті 140–1350 м над рівнем моря. Живиться дрібними безхребетними.
Самиця відкладає 15—25 яєць в темних вологих місцях серед каменів, в гірських ущелинах, гниючих пнях. У цієї саламандри відбувається прямий розвиток, без личинкової стадії. Через 1 місяць з'являються маленькі саламандри. Ще 2 місяці вони знаходяться у схованку разом із батьками.

## Розповсюдження
Поширена у США: в південно-західній частині Пенсильванії, західному Меріленді, південному Огайо, північній Алабамі, північно-східній частині Міссісіпі, південно-західній частині Північної Кароліни, Південній Кароліні та Джорджії.